# 小行星15673
小行星15673（15673 Chetaev）是一颗绕太阳运转的小行星，为火星轨道穿越小行星。该小行星于1978年8月8日发现。

## 轨道参数
小行星15673的轨道半长轴为2.2066466 UA，离心率为0.269。